# Società Alpinistica Bassa Blenio
Die Società Alpinistica Bassa Blenio (SABB) ist ein Tessiner Alpinverein. Er ist Teil des Tessiner Dachverbandes Federazione Alpinistica Ticinese (FAT).

## Geschichte
Die SABB wurde 1995 als Verein im Malvaglia von 30 Bergfreunden gegründet, um die Bergwelt des unteren Bleniotales (Bassa Blenio) und das Malvagliatal als Kulturerbe zu erhalten und aufzuwerten, nach dem es in das Bundesinventar der Landschaften und Naturdenkmäler von nationaler Bedeutung aufgenommen wurde.
Die Ziele des Vereins sind die Förderung der Kenntnisse und des Respekts für die Natur- und Umwelt des Malvagliatals und der Berge des unteren Bleniotals, den Bau und Unterhalt von Berghütten insbesondere im Malvagliatal zur Verbindung mit anderen Wanderwegen zu fördern, zum Verständnis der ländlichen Tradition und der Liebe zu den Bergen beizutragen sowie Kletterkursen für Kinder und Jugendliche im Tal zu organisieren. Dabei will der Verein mit anderen Vereinen und lokalen Institutionen zusammenarbeiten.
Der nach der Gründung gebildete SABB-Ausschuss begann mit der Suche nach Mitteln zur Finanzierung eines Hüttenprojekts. 1999 konnte dank vieler Stunden ehrenamtlicher Tätigkeit die Quarnei-Hütte eingeweiht werden. Die SABB bietet Jugend-und-Sport-Kletterkurse an und organisiert Trainingslager während den Oster- und Sommerferien für Kinder und Jugendliche im Alter von 10 bis 20 Jahren an.

## Hüttenliste
Verzweigt auf die GeoHack-Seite. Anhand der hinterlegten Koordinaten können diverse externe Kartendienste aufgerufen werden.

   Externer Link auf die Seite der Hütte beim SAC.

   Externer Link auf die Seite der Hütte beim FAT.
| Bild            | Lage Hüttenlinks | Name            | Eigentümer / Talort | Höhe |
| --------------- | ---------------- | --------------- | ------------------- | ---- |
| Capanna Quarnei | \|               | Capanna Quarnei | SABB, Malvaglia     | 2107 |